# Emiliano Forgione
Emiliano Nicolás Forgione (Campana, Buenos Aires, 9 de octubre de 1987) es un futbolista argentino. Juega como mediocampista en el Platense de la Liga Nacional de Honduras.

## Trayectoria
Durante el Torneo Apertura 2005 debutó con Rosario Central de la mano de Cuffaro Russo.
En 2007 pasó al Club Villa Dálmine, donde disputó 44 juegos y convirtió 3 anotaciones.
Continuó su carrera en clubes de ascenso en Italia.

## Clubes
| Club            | País      | Año         |
| --------------- | --------- | ----------- |
| Rosario Central | Argentina | 2005 - 2007 |
| Villa Dálmine   | Argentina | 2007 - 2009 |
| US Catanzaro    | Italia    | 2009 - 2010 |
| Sangiustese     | Italia    | 2010        |
| Sporting Scalo  | Italia    | 2011        |
| Sporting Tollo  | Italia    | 2011 - 2012 |
| Sambenedettese  | Italia    | 2012 - 2013 |
| Civitanovese    | Italia    | 2013 - 2015 |
| San Nicolò      | Italia    | 2015 - 2016 |
| Monticelli      | Italia    | 2016        |
| Platense        | Honduras  | 2017 -      |